# Miconia obconica
Miconia obconica är en tvåhjärtbladig växtart som beskrevs av Henry Allan Gleason och John Julius Wurdack. Miconia obconica ingår i släktet Miconia och familjen Melastomataceae. Inga underarter finns listade i Catalogue of Life.